# Evan Tanner
Evan Loyd Tanner (ur. 11 lutego 1971 w Amarillo, zm. 5 września 2008 w okolicach Palo Verde) – amerykański zawodnik mieszanych sztuk walki (MMA) w latach 1997–2008. Były mistrz m.in. UFC w wadze średniej z 2005 roku.

## Życiorys
Urodził się w Amarillo w Teksasie. Uczył się w Caprock High School gdzie trenował zapasy zdobywając mistrzostwo stanowe w tej dyscyplinie. Po skończeniu liceum zaczął edukację na uczelni Simpsona w Iowa, lecz po ukończeniu 19 lat porzucił studia i postanowił „wyruszyć w świat”. Podróżując po kraju pracował m.in. jako monter kablówki, rzeźnik oraz piekarz. Po jakimś czasie wrócił na studia na Uniwersytecie w Oklahomie, lecz i tutaj nie zabawił długo kończąc edukację po pierwszym semestrze i wracając do rodzinnego Amarillo w 1997 roku. Tamże został namówiony przez przyjaciół do wzięcia udziału 12 kwietnia w zawodowym turnieju sztuk walki organizowanym przez miejscową federację Unified Shoot Wrestling Federation (USWF). Tanner wygrał turniej poddając trzech rywali jednego wieczoru m.in. Paula Buentello.

## Kariera MMA
Po spektakularnym kwietniowym zwycięstwie w turnieju, 18 października 1997 otrzymał szansę stoczenia walki o pas mistrza USWF z Heathem Herringiem. Tanner zdominował Herringa który po 6 minutach walki poddał się wskutek zmęczenia – jeszcze w tym samym roku zanotował pierwszą porażkę w karierze przegrywając w rewanżu z Herringiem na lokalnym turnieju w Teksasie. Do 1998 obronił pas USWF dwukrotnie. 7 lipca 1998 wyjechał do Japonii na prestiżowy turniej Pancrase Neo-Blood, który wygrał poddając wszystkich trzech rywali m.in. Ikuhise Minowe stając się pierwszym Amerykaninem który zwyciężył w turnieju Neo-Blood. Między 1998 a 1999 toczył walki naprzemiennie w Japonii i Stanach m.in. Pancrase (notując bilans 2-1), USWF (broniąc trzykrotnie tytułu) oraz UFC (wygrywając przed czasem dwie walki).
Rok 2000 również mógł zaliczyć do udanych, gdyż obronił kolejny raz tytuł USWF (w sumie od 1997 – 7 razy) oraz ponownie związał się z UFC. Mając rewelacyjny rekord 22 zwycięstw i tylko 2 porażek na UFC 29 (16 grudnia) ciężko znokautował ciosami i uderzeniami łokciami pod koniec 1. rundy Lance’a Gibsona, robiąc na zgromadzonej widowni duże wrażenie. Po tej wygranej otrzymał szanse stoczenia mistrzowskiego boju o pas wagi półciężkiej z mistrzem Tito Ortizem. 23 lutego 2001 doszło do walki mistrzowskiej, lecz nie ułożyła się po myśli Tannera który został błyskawicznie znokautowany (w 32 sekundzie pojedynku) poprzez wyniesienie i rozbicie o mate klatki (tzw. ang. slam).
W latach 2001–2004 wygrał sześć pojedynków m.in. z Elvisem Sinosicem, Philem Baronim (dwukrotnie) oraz Robbiem Lawlerem, a przegrał tylko raz z Richem Franklinem. W 2003 zmienił kategorię z półciężkiej (93 kg) na średnią (84 kg). 5 lutego 2005 ponownie otrzymał szanse zdobycia tytułu mistrza. UFC postanowiło zorganizować walkę o zwakowany w 2002 roku przez Brazylijczyka Murilo Bustamante pas mistrzowski w wadze średniej. Rywalem Tannera został David Terrell którego znokautował ciosami już w 1. rundzie zostając mistrzem UFC w wadze średniej. Tytuł jednak szybko stracił, bo już w pierwszej obronie (4 czerwca 2005 – UFC 53) na rzecz Richa Franklina. Przez kolejny rok stoczył dwie walki – przegraną z Kanadyjczykiem Davidem Loiseau i zwycięską z Justinem Levensem.
Pod koniec 2006 roku postanowił założyć fundację skupiającą zawodników MMA w jego domu w Gresham w Oregonie. Rola trenera nie powiodła się głównie z powodu jego konfliktów z zaproszonymi zawodnikami. Po czasie wpadł w problemy alkoholowe co znacząco odbiło się na jego zdrowiu. Alkoholizm oraz zmiana klubu z American Chute Boxe na Hard Knocks Kickboxing spowolniły powrót Tannera do UFC. Dopiero po 23 miesiącach 1 marca 2008 stanął ponownie w klatce, a rywalem był Japończyk Yūshin Okami. Tanner będący w kiepskiej formie przegrał przed czasem po ciężkim nokaucie (uderzenie kolanem) w 2. rundzie. Kolejny pojedynek po przerwie stoczył 21 czerwca przegrywając na punkty z Hawajczykiem Kendallem Grovem. W wywiadzie po walce stwierdził, że dwuletnie zmagania z chorobą alkoholową odmieniły jego organizm i nie będzie w stanie więcej walczyć na wysokim poziomie.

## Śmierć
27 sierpnia 2008 pojawiły się plotki, jakoby Tanner miał samotnie wyruszyć w podróż przez pustynię. Tanner potwierdził chęć wyprawy nie widząc w tym nic złego. Stwierdził także, że wystarczy mu motocykl, strzelba oraz przesiadywanie w tworzonych przez siebie prowizorycznych obozach. 3 września nabył motocykl i wyruszył do Palo Verde w Kalifornii, gdzie zapuścił się w głąb pustyni. Tego samego dnia w godzinach wieczornych zadzwonił do swojego menadżera informując o braku paliwa w baku i powrocie na piechotę do obozu. Na pustyni temperatura sięgała 48 stopni Celsjusza i rodzina oraz przyjaciele Evana zgłosili niemożliwość połączenia się z telefonem komórkowym zawodnika MMA. 8 września 2008 roku ekipa prowadząca poszukiwania helikopterem odnalazła ciało Tannera w miejscu, w którym najpewniej zatrzymał się, by chwilę odpocząć. Za przyczynę śmierci podano nadmierne przegrzanie organizmu oraz odwodnienie.

## Osiągnięcia

### Mieszane sztuki walki
- 1997: Unified Shoot Wrestling Federation – 1. miejsce
- 1997: PSDA Tournament – 2. miejsce
- 1997-2000: Mistrz Unified Shoot Wrestling Federation w wadze ciężkiej (siedem udanych obron)
- Pancrase 1998 Neo Blood Tournament – 1. miejsce
- 2005: Mistrz UFC w wadze średniej (-84 kg)